# فرقة المشاة السادسة والثلاثون (الولايات المتحدة)
فرقة المشاة السادسة والثلاثون هي فرقة المشاة في جيش الولايات المتحدة وجزء من الحرس الوطني لجيش تكساس . تم انشائة خلال الحرب العالمية الأولى من وحدات الحرس الوطني في تكساس كوحدة تابعة لولاية تكساس ، تم استدعائها للخدمة في الحرب العالمية الثانية في 25 نوفمبر 1940 ، وتم إرسالها إلى المسرح الأوروبي في الحرب العالمية الثانية في أبريل 1943 ، وعادت إلى الحرس الوطني لجيش تكساس في ديسمبر 1945.